# Gymnometriocnemus volitans
Gymnometriocnemus volitans är en tvåvingeart som först beskrevs av Maurice Emile Marie Goetghebuer 1940.  Gymnometriocnemus volitans ingår i släktet Gymnometriocnemus och familjen fjädermyggor. Arten är reproducerande i Sverige. Inga underarter finns listade i Catalogue of Life.